# 14727 Suggs
14727 Suggs (2000 DU11) là một tiểu hành tinh vành đai chính được phát hiện ngày 27 tháng 2 năm 2000 bởi Spacewatch ở Kitt Peak.